# Miskander Mominbekow
Miskander Mominbekow (* 12. August 1986) ist ein ehemaliger kirgisischer Gewichtheber.

## Karriere
Mominbekow erreichte bei den Asienmeisterschaften 2008 in Kanazawa in der Klasse bis 94 kg den achten Platz im Zweikampf und gewann die Silbermedaille im Reißen. Bei den Asienmeisterschaften 2009 in Taldyqorghan wurde er Sechster. Allerdings wurde er bei der Dopingkontrolle positiv auf Stanozolol getestet und disqualifiziert. Der Weltverband IWF sperrte ihn für zwei Jahre.